# Тихая застава (фильм, 2011)
«Тихая застава» — российский фильм режиссёра Сергея Маховикова, вышедший на экраны кинотеатров 20 января 2011 года. Основанный на реальных событиях фильм повествует о бое российских пограничников на таджико-афганской границе с многократно превосходящими силами боевиков, пытающимися прорваться в Таджикистан.

## Сюжет
Лента в художественном ракурсе повествует о реальных событиях 13 июля 1993 года, известных как «Бой на 12-й заставе Московского погранотряда». Фильм снят по одноимённой повести Валерия Поволяева.
После распада Советского Союза в независимой Республике Таджикистан разгорелась гражданская война. Российские пограничники осуществляли контроль за таджикско-афганским участком внешних рубежей бывшего Союза, предотвращая поступление оружия, денег и наркотиков противоборствующим сторонам. Тихой заставой командует капитан Андрей Панков, недавно от него уехала жена. Вечерами капитан пьёт и поёт песни рок-группы «ДДТ» под гитару.
На заставу прибывает вертолёт. Начальство привезло группу специальной разведки под командованием старшего лейтенанта Александра Бобровского, за голову которого боевики дают миллион долларов. И у Бобровского не так давно украли жену.
В ходе краткой вылазки на сопредельную территорию разведчики выясняют, что со стороны Афганистана большая, в несколько тысяч человек, группа афганских моджахедов и таджикских боевиков готовится к прорыву границы и планирует дойти до Душанбе с целью свержения светского правительства и установления шариатского государства. На обратном пути группа Бобровского подготавливает засаду (попадаются три джипа) и убивают главаря бандитов Дзура. В кузове одного из джипов оказывается жена Бобровского Любовь с маленьким ребенком, которая увидев мёртвого главаря, пытается отомстить — убить бывшего мужа. Её застрелили, а маленького ребёнка забрали.
Новый главарь душманов Файзулло пытается выкрасть девушку из кишлака, но натыкается на капитана Панкова и уезжает.
Узнав о планах моджахедов, пограничники принимают решение эвакуировать мирное население близлежащего кишлака и принять бой в окопах, оставив домики. Ранним утром душманы обстреливают миномётами заставу и идут в атаку, пустив впереди себя женщин из кишлака. В ходе начавшегося боя погибли почти все служащие пограничной заставы и разведгруппы Бобровского. В живых остались только Панков, трое пограничников и боец разведгруппы. В последнем своём бою пограничники погибают, но боевики не прошли. Подоспевший Бобровский, которому Панков приказал выводить мирных жителей, вступает в бой. В конце боя появляются ударные вертолёты Ми-24 и пришедшее подкрепление (предполагается, что это были сухопутные войска 201-й мотострелковой дивизии и боевая авиация Военно-воздушных сил России), а нападающие — уничтожены.
Историческая справка
Бой на 12-й пограничной заставе Московского погранотряда в Республике Таджикистан произошёл во вторник 13 июля 1993 года. Афганские и таджикские боевики попытались прорваться на территорию этой страны. Российские военные 11 часов отражали атаки противника, 25 человек погибло. После этого российские войска отступили. Позднее, в тот же день, застава была отбита. По итогам боя шестеро пограничников были удостоены звания Героя Российской Федерации, в том числе четверо — посмертно.

## В ролях
- Андрей Чадов — капитан Андрей Панков, начальник заставы
- Сергей Селин — старший прапорщик Владимир Иванович Грицук, старшина заставы
- Игорь Савочкин — старший-лейтенант Александр Николаевич Бобровский, командир разведчиков
- Раджабали Хусейнов — Закир, старейшина кишлака
- Фаридуншо Рахматуллоев — полковник Файзулло, моджахед
- Нина Корниенко — Ольга Николаевна, учительница
- Нино Нинидзе — Юля
- Юрий Коновалов — сержант Дуров, пограничник-снайпер
- Александр Алёшкин — сержант Кирьянов («Трассёр»), пограничник
- Азамат Нигманов — Азамат, пограничник
- Тимур Ефременков — лейтенант Алексей Назарьин, разведчик
- Кирилл Мугайских — Кирилл, разведчик
- Илья Оболонков — Илья, разведчик
- Лариса Шахворостова — Люба, жена Бобровского
- Рустам Сагдуллаев — подполковник
- Ия Нинидзе — Фарида
- Анушер Бачонаев — Абдулла, мальчик-сирота

## Дополнительная информация
- Съёмки фильма проводились в Новороссийске и его окрестностях (Краснодарский край)[2].
- Прототипом Бобровского стал Герой России, подполковник Дмитрий Разумовский[3].
- Консультантами фильма выступили участники боя на 12-й заставе Московского погранотряда, сценарий был написан на основе документальных материалов. По словам актёра Игоря Савочкина, служба безопасности представила актёрам «такие страшные вещи, что на них тяжело было смотреть»[4].

## Фестивали и награды
- Главный приз на IV кинофестивале «Золотой Феникс» (2011)[5]